# The Man (álbum de Barry White)
The Man es el octavo álbum de estudio del cantante, compositor y productor estadounidense Barry White, lanzado el 28 de octubre de 1978 por la compañía discográfica 20th Century Records. El álbum se convirtió en la sexta producción de White en llegar a lo más alto de las listas de Álbumes R&B y llegó a la posición #36 de la lista de álbumes de Billboard. El primer sencillo, Your Sweetness Is My Weakness, llegó a ser número #2 en la lista R&B y número #60 en la Billboard Hot 100, mientras que su versión de la canción de Billy Joel titulada Just the Way You Are llegó a la posición #45 en la lista R&B y a la posición #12 en el Reino Unido. Un tercer sencillo, Sha La La Means I Love You, alcanzó la posición #55 en la lista británica. Una versión de una canción de este álbum titulado It's Only Love Doing Its Thing (bajo el título de It's Only Love) se convertiría en un éxito para la banda Simply Red en 1989. El álbum fue remasterizado digitalmente y relanzado en formato CD el 24 de septiembre de 1996 por Mercury Records.

## Listado de canciones
| Side one |                                                                                     |          |  |
| N.º      | Título                                                                              | Duración |  |
| 1.       | «Look at Her» (Frank Wilson, Raymond Cooksey, Tommy Payton)                         | 7:40     |  |
| 2.       | «Your Sweetness Is My Weakness» (B. White)                                          | 8:04     |  |
| 3.       | «Sha La La Means I Love You» (B. White)                                             | 8:00     |  |
| 4.       | «September When I First Met You» (B. White, Frank Wilson, Paul Politi, Ervin Brown) | 6:57     |  |
| 5.       | «It's Only Love Doing Its Thing» (Jimmie Cameron, Vella Cameron)                    | 4:04     |  |
| 6.       | «Just The Way You Are» (Billy Joel)                                                 | 7:01     |  |
| 7.       | «Early Years» (Ronald Coleman)                                                      | 6:50     |  |

## Listas
| Lista (1978)                | Posición |
| --------------------------- | -------- |
| U.S. Billboard Top LPs      | 36       |
| U.S. Billboard Top Soul LPs | 1        |
| Reino Unido                 | 46       |

Sencillos
| Año  | Sencillo                        | Posición más alta | Posición más alta | Posición más alta | Posición más alta |
| Año  | Sencillo                        | US                | US R&B            | US Dan            | UK                |
| ---- | ------------------------------- | ----------------- | ----------------- | ----------------- | ----------------- |
| 1978 | "Your Sweetness Is My Weakness" | 60                | 2                 | 16                | —                 |
| 1978 | "Just the Way You Are"          | 102               | 45                | —                 | 12                |
| 1979 | "Sha La La Means I Love You"    | —                 | —                 | —                 | 55                |